# Kamil Durczok
 (décembre 2023).
La mise en forme du texte ne suit pas les recommandations de Wikipédia : il faut le « wikifier ».
Les points d'amélioration suivants sont les cas les plus fréquents. Le détail des points à revoir est peut-être précisé sur la page de discussion.
- Les titres sont pré-formatés par le logiciel. Ils ne sont ni en capitales, ni en gras.
- Le texte ne doit pas être écrit en capitales (les noms de famille non plus), ni en gras, ni en italique, ni en « petit »…
- Le gras n'est utilisé que pour surligner le titre de l'article dans l'introduction, une seule fois.
- L'italique est rarement utilisé : mots en langue étrangère, titres d'œuvres, noms de bateaux, etc.
- Les citations ne sont pas en italique mais en corps de texte normal. Elles sont entourées par des guillemets français : « et ».
- Les listes à puces sont à éviter, des paragraphes rédigés étant largement préférés. Les tableaux sont à réserver à la présentation de données structurées (résultats, etc.).
- Les appels de note de bas de page (petits chiffres en exposant, introduits par l'outil «  Source ») sont à placer entre la fin de phrase et le point final[comme ça].
- Les liens internes (vers d'autres articles de Wikipédia) sont à choisir avec parcimonie. Créez des liens vers des articles approfondissant le sujet. Les termes génériques sans rapport avec le sujet sont à éviter, ainsi que les répétitions de liens vers un même terme.
- Les liens externes sont à placer uniquement dans une section « Liens externes », à la fin de l'article. Ces liens sont à choisir avec parcimonie suivant les règles définies. Si un lien sert de source à l'article, son insertion dans le texte est à faire par les notes de bas de page.
- La présentation des références doit suivre les conventions bibliographiques. Il est recommandé d'utiliser les modèles {{Ouvrage}}, {{Chapitre}}, {{Article}}, {{Lien web}} et/ou {{Bibliographie}}. Le mode d'édition visuel peut mettre en forme automatiquement les références.
- Insérer une infobox (cadre d'informations à droite) n'est pas obligatoire pour parachever la mise en page.

Pour une aide détaillée, merci de consulter Aide:Wikification.
Si vous pensez que ces points ont été résolus, vous pouvez retirer ce bandeau et améliorer la mise en forme d'un autre article.
Kamil Sebastian Durczok, né le 6 mars 1968 à Katowice et mort dans la même ville le 16 novembre 2021, est un journaliste polonais, rédacteur en chef et présentateur du journal télévisé TVN Fakty TVN.

## Biographie

### Carrière
En 1991, Durczok commence à travailler à Radio Katowice. Auparavant, il avait co-animé pendant quelques années la radio étudiante EGIDA à l'université de Silésie à Katowice. Quant il a 24 ans, il devient directeur ainsi que rédacteur en chef de la radio TOP FM de Katowice, propriété de Solidarność. 
En 1994, il commence à travailler pour Telewizja Katowice, pour qui il interviewe des hommes politiques dans le cadre d'une émission intitulée Obserwatorium. Dans le programme Studio Parlamentarne, il fait ses débuts à la télévision nationale. Ensuite, il est présentateur du journal télévisé de TVP3 Katowice - Aktualności jusqu'en 2002. 
Entre le 15 mars 2001 et le 7 février 2006, il présente l'édition principale de Wiadomości, le journal télévisé de la télévision publique. Il a également animé les soirées électorales sur TVP 1 pendant de nombreuses années.
Entre le 29 juillet 2003 et le 2 septembre 2005, il a présenté en alternance le Salon polityczny Trójki avec Jolanta Pieńkowska sur la Polish Radio Channel 3.
Entre le 5 septembre 2005 et le 15 juin 2007, il présente Kontrwywiad RMF FM en alternance avec Konrad Piasecki à la radio RMF FM.
Depuis le 1er mai 2006, il est rédacteur en chef du journal télévisé de TVN, Fakty TVN. Il a également présenté Fakty po Faktach sur TVN24 à partir du 5 mai 2008.
Début avril 2016, il enregistre la société Coal Minders qui, en août de la même année, a commencé à rechercher des journalistes. Le 3 octobre 2016 est lancé le portail d'information de Haute-Silésie Silesion.pl. Le site Internet disparaît du web fin avril 2019 en raison de problèmes de dettes. Après la fermeture du site web, il s'engage dans la formation sur la manière de gérer des problèmes liés à la réputation en cas de crise d'image. 
Le 20 octobre 2016, il entame une coopération avec Polsat News, où il dirige l'émission Brutalna prawda, Durczok ujawnia qui, durant l'automne 2017, change de nom pour devenir Durczokracja. La dernière émission est diffusée le 14 décembre 2017 et le programme arrête d'être diffusé au printemps 2018.
Au cours des années suivantes, Kamil Durczok est actif sur les réseaux sociaux, commentant régulièrement la vie politique en Pologne et s'impliquant dans des activités sociales. Il est entre autres bénévole de la fondation Wolne Miejsce, aidant chaque année à l'organisation du réveillon de Noël pour les personnes dans le besoin. En 2020, il participe au manifestations contre le durcissement des lois sur l'avortement. 
En 2021, il lance l'application mobile Durczokracja, dans laquelle il publie ses contenus. 

### Mort
Il meurt le 16 novembre 2021, à l'âge de 53 ans, des suites d'une maladie chronique. La cérémonie funéraire a lieu au cimetière de la paroisse de la Sainte-Trinité à Katowice le 19 novembre 2021. 

## Récompenses et distinctions
- 2000 : Grand Press (Journaliste de l’année) du magazine Presse
- 2001 : Wiktor Publiczności pour l'année 2000
- 2002 : Telekamera dans la catégorie « Information » avec Tomasz Lis
- 2003 : Telekamera dans la catégorie « Journalisme »
- 2003 : Prix du réalisateur TVP « Étoile de la télévision polonaise »
- 2004 : Wiktor Publiczności pour l'année 2003
- 2004 : Prix de la Fondation Ksawery et Mieczysław Pruszyński
- 2005 : Wiktor Publiczności et Wiktor du journaliste le plus noté de l'année 2004
- 2006 : Télécaméra dans la catégorie « Information »
- 2006 : Wiktor Publiczności pour l'année 2005
- 2007 : Télécaméra dans la catégorie « Information »
- 2007 : MediaTor dans la catégorie "AuTORytet"
- 2008 : Złota Telekamera dans la catégorie « Information »
- 2011 : Platynowy Laur Umiejętności i Kompetencji pour l'année 2010 dans la catégorie « Pro Publico Bono »